# Húsar
Húsar [ˈhʉusaɹ] és un poble de l'illa de Kalsoy, a les illes Fèroe. Forma part del municipi de Klaksvík. El 2021 el poble d'Húsar tenia 33 habitants.
L'antic municipi d'Húsar comprenia també el petit poble de Syðradalur. Aquest municipi s'estenia per tot el sud de l'illa, des de la vall Hattardalur, mentre que la meitat septentrional de l'illa pertanyia al municipi de Klaksvík. L'1 de gener del 2017, el municipi de Húsar es va agregar al de Klaksvík, del qual forma part avui en dia.

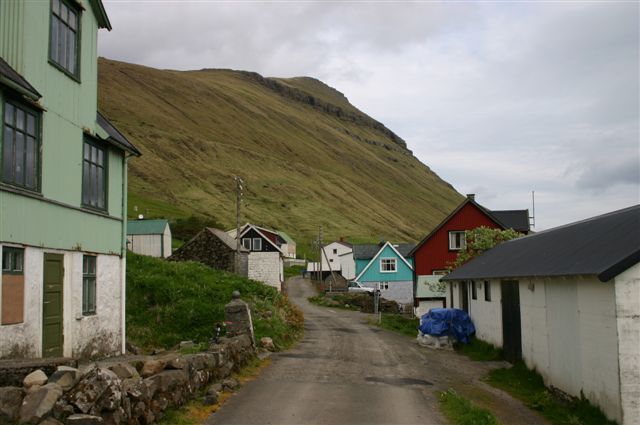
Carrer d'Húsar.

Hi ha sis petites valls en forma d'U a la costa oriental, en una de les quals s'hi assenta el poble d'Húsar. Hússar es comunica amb els altres pobles de l'illa per una carretera que circula per la costa, cap al sud fins a Syðradalur i cap al nord fins a arribar a Trøllanes. El 1980 es va inaugurar la comunicació per carretera amb Mikladalur, al nord d'Húsar, gràcies a un sistema de tres túnels que travessen les muntanyes. Avui hi ha autobusos que uneixen Húsar amb tots els pobles de l'illa. Des de Syðradalur hi surt un transbordador que comunica l'illa amb Klaksvík varis cops al dia.
Húsar surt esmentat per primer cop en la Hundabrævið, un document de finals del segle xiv. Possiblement és el nucli de població més antic de l'illa.
Quan es van crear els municipis feroesos el 1872, Húsar va entrar a formar part del municipi de les Illes del Nord. El 1908 es va formar un nou municipi que integrava a les illes de Kalsoy i Kunoy, anomenat "Kunoy, Mikladalur i Húsar". Aquest municipi es va dividir en 3 entitats administratives diferents el 1931, una de les quals va ser el municipi d'Húsar.
L'església d'Húsar és un temple de pedra de 1920.